# Håkan Hardenberger
Ulf Håkan Hardenberger, född 27 oktober 1961 i Malmö, är en svensk trumpetare och professor. Han är bosatt i Malmö.
Hardenberger har sedan åtta års ålder studerat trumpet och musik för Bo Nilsson i Malmö samt för Pierre Thibaud vid Pariskonservatoriet och för Thomas Stevens i Los Angeles. Han var musiksoldat i den första värnpliktiga uppställningen av Arméns Musikpluton.
Flera av de främsta nutida kompositörerna internationellt och i Sverige har specialskrivit verk för (och ofta även i samarbete med) Håkan Hardenberger. Däribland finns Hans Werner Henze, Olga Neuwirth, Arvo Pärt, Mark Anthony Turnage, Jan Sandström, Rolf Martinsson, Benjamin Staern, Tobias Broström, Sir Harrison Birtwistle och inte minst Heinz Karl Gruber (HK Gruber), vars verk Aerial han framfört mer än sextio gånger runtom i världen. Han samarbetar återkommande med världens främsta orkestrar och dirigenter, även ibland i mindre kammarmusiksammanhang, och har gjort ett stort antal skivinspelningar och TV-/radiokonserter internationellt.
Hardenberger är professor i trumpet vid Musikhögskolan i Malmö (Lunds universitet) och vid Royal Northern College of Music i Manchester, och han är "Artist in Residence" vid Philharmonie Dresden. 
Hardenberger har i åratal återkommande blivit benämnd  "Världens bästa trumpetare" av recensenter och andra och har en unik, högkvalitativ bredd från de klassiska storverken till experimentellt nyskrivet och jazzmusik av Miles Davis med mera.
“Top of the league: For well over 20 years now, Swedish virtuoso trumpeter Håkan Hardenberger has been the undisputed king of the instrument.” Evening Standard, 4 juni 2010.
"Behold, the greatest trumpeter on earth." The Times, juli 2006.

## Priser och utmärkelser
- 1985 – Svenska grammofonpriset för The Virtuoso Trumpet (tillsammans med Roland Pöntinen, piano)
- 1994 – Ledamot av Societas Ad Sciendum
- 1999 – Ledamot nr 927 av Kungliga Musikaliska Akademien
- 1999 – Sydsvenska Dagbladets kulturpris
- 2000 – Grammis för albumet Håkan Hardenberger Plays Swedish Trumpet Concertos i kategorin "Årets klassiska album"
- 2003 – Litteris et Artibus
- 2017 - Lunds Studentsångförenings Solistpris[4]
- 2019 - Malmö stads kulturpris

## Diskografi
- 1985 – The Virtuoso Trumpet (med Roland Pöntinen, piano)
- 1986 – Trumpet Concertos (verk av Haydn, Hummel, Hertel och Stamitz)
- 1988 – Telemann: Trumpet Concertos
- 1989 – Mysteries of the Macabre (med Roland Pöntinen, piano)
- 1989 – At the Beach (med Roland Pöntinen, piano)
- 1990 – Trumpet Concertos (av Franz Xaver Richter, Leopold Mozart, Hertel, Molter och Michael Haydn)
- 1991 – Endless Parade (trumpetkonserter av Harrison Birtwistle, Peter Maxwell Davies och Michael Blake Watkins)
- 1992 – Trumpet and Organ Spectacular (med Simon Preston, orgel)
- 1994 – Baroque Trumpet Concertos (verk av Albinoni, Vivaldi, Corelli, Torelli, Marcello, Viviani, Franceschini och Baldassare)
- 1996 – Vagn Holmboe: Brass Concertos (med Christian Lindberg, trombon och Jens Bjørn-Larsen, tuba)
- 1996 – Emotion (verk av Henze, Takemitsu, Berio, Kagel, Tisné, Watkins och Ligeti)
- 1999 – Fireworks (verk av Elgar Howarth)
- 2000 – Famous Classical Trumpet Concertos (verk av Hummel, Hertel, Stamitz, Joseph Haydn, Richter, Leopold Mozart, Molter, Michael Haydn, Corelli, Albinoni, Giazotto, Clarke, Bach och Gounod)
- 2000 – Håkan Hardenberger Plays Swedish Trumpet Concertos (av Daniel Börtz, Jan Sandström och Folke Rabe)
- 2001 – Bach: Cantatas (med Barbara Hendricks, sopran)
- 2001 – Prières sans paroles, fransk musik för trumpet och orgel (med Simon Preston)
- 2002 – Trumpet Concertos (av Rolf Martinsson, Arvo Pärt och Eino Tamberg)
- 2006 – Trumpet Concertos (av HK Gruber, Eötvös, Turnage)
- 2006 – Exposed Throat (verk för solotrumpet av HK Gruber, Daniel Börtz, Poul Ruders, Robert Henderson och Robin Holloway)
- 2011 – HK Gruber: Busking
- 2012 – Both Sides, Now
- 2012 – Kaléidoscope (verk av Tobias Broström)
- 2012 – Works for Trumpet and Orchestra (av HK Gruber och Kurt Schwertsik)
- 2013 – Turnage Speranza & From the Wreckage